# Rebecca Romijn
Rebecca Romijn, née le 6 novembre 1972 à Berkeley, en Californie, aux États-Unis, est une actrice et mannequin américaine. Au cinéma, elle se fait connaître en incarnant la mutante Mystique dans la trilogie de blockbusters X-Men (2000-2006).
Cependant, à la suite des échecs commerciaux en 2002 du thriller Femme fatale de Brian De Palma et du film d'action Rollerball de John McTiernan, puis en 2004 des films fantastiques The Punisher de Jonathan Hensleigh et Godsend, expérience interdite de Nick Hamm, elle se tourne vers la télévision.
Si elle y connaît aussi des échecs — la série dramatique Pepper Dennis (2006), dont elle est l'héroïne et la co-productrice, la série fantastique Les Mystères d'Eastwick (2009-2010) et la série policière King and Maxwell (2013) —, elle se fait remarquer pour le rôle d'Alexis Meade dans la série de comédie dramatique Ugly Betty (2006-2008) et tient l'un des rôles principaux de la série d'aventure Flynn Carson et les Nouveaux Aventuriers (2014-2018).
En 2026, elle incarnera de nouveau Mystique pour le film Avengers: Doomsday d'Anthony et Joe Russo.

## Biographie

### Enfance et formation
Née à Berkeley en Californie, Rebecca Romijn est la fille d'Elizabeth (née Kuizenga), professeur d'anglais à l'université et auteur, et de Jaap Romijn, un fabricant de meubles sur mesure. Son père est un Néerlandais, originaire de Barneveld, et sa mère est une américaine ayant des origines anglaises et néerlandaises,. Le grand-père maternel de Rebecca, Dr Henry Bernard Kuizenga, était un ministre de culte presbytérien,.
Lors du talk show américain, The Ellen DeGeneres Show, Rebecca a révélé que, lorsqu'elle était adolescente, elle était une « geek très peu sûre d'elle » et qu'elle souffrait d'une scoliose,.
Alors qu'elle étudiait la musique à l'université de Californie à Santa Cruz, Rebecca s'est intéressée au mannequinat et s'est installée à Paris, en France, pendant plus de deux ans.

### Carrière

#### Mannequinat
Rebecca Romijn lance sa carrière de mannequin en 1991, à l'âge de 19 ans. Elle a travaillé pour Sports Illustrated, Victoria's Secret, Bebe Stores ou encore Miller Lite. Pendant deux ans, elle a été la présentatrice de l'émission House of Style (1998-2000), sur la chaîne MTV.
Elle a travaillé sur des campagnes publicitaires pour des grandes marques comme Escada, Christian Dior, La Perla, Tommy Hilfiger, Maybelline et bien d'autres. Elle fait partie de cette génération de mannequins ayant défilé pour Giorgio Armani, Sonia Rykiel aux côtés de Claudia Schiffer, Kate Moss, Naomi Campbell, Linda Evangelista, Cindy Crawford et Christy Turlington.
Rebecca a été de nombreuses fois classée dans les listes des « Plus belles femmes au monde » des magazines tels que : Maxim (2003-2007), AskMen (2001-2003 ; 2005-2006) ou encore FHM (2000-2005).

#### Révélation cinématographique (2000-2006)

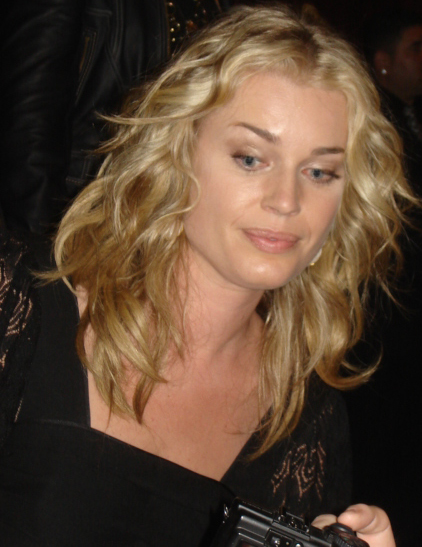
Rebecca Romijn, en 2007.

Après avoir eu des rôles mineurs essentiellement sous forme de caméo, notamment dans les comédies Sale boulot et Austin Powers 2 : L'Espion qui m'a tirée, elle décroche son premier grand rôle, en 2000, lorsqu'elle rejoint la distribution réunie par Bryan Singer pour le blockbuster X-Men, adaptation du comics éponyme des éditions Marvel. Elle y prête ses traits à la redoutable mutante Raven Darkhölme / Mystique aux côtés de Ian McKellen, Hugh Jackman, Halle Berry et Famke Janssen. Le film connait un succès critique et commercial surprise, et lance les studios sur la production d'adaptations de comics-books. À titre personnel, l'interprétation de l'actrice est saluée par la profession, elle qui a dû endurer plus de huit heures de maquillage intégral, elle reçoit en 2001, le Blockbuster Entertainment Awards de la meilleure actrice de science fiction dans un second rôle ainsi que le Saturn Award de la meilleure actrice dans un second rôle.
Forte de cette nouvelle visibilité, les studios lui font confiance pour tenir, en 2002, les premiers rôles féminins des productions suivantes : le thriller érotique Femme fatale et le film de science fiction Rollerball. Cependant, aucun de ses projets ne rencontre le succès escompté,. Pire, les critiques sont majoritairement négatives et Rebecca Romijn se retrouve nommée lors des cérémonies parodiques de remises de prix, les Razzie Awards et les Stinkers Bad Movie Awards. Et ce n'est pas sur sa participation non créditée à la comédie satirique Simone qu'elle peut compter pour inverser la tendance.
Cependant, grâce à X-Men 2, sorti en 2003, elle renoue avec les hauteurs du box office. Le second volet réalise des performances supérieures à son prédécesseur et il est également adoubé par la critique. L'interprétation toute en force de l'actrice est saluée par les cérémonies populaires : elle reçoit une citation au titre de Meilleure actrice dans un film dramatique d'action lors des Teen Choice Awards et se retrouve nommée pour le MTV Movie & TV Awards du Méchant le plus sexy.
En 2004, elle est à l'affiche du film d'action The Punisher avec Thomas Jane et John Travolta. C'est l'adaptation de la série de comics du même nom créée par Gerry Conway, Ross Andru et John Romita, Sr.. Bien que les critiques soient mitigées le projet est rentabilisé après avoir effectué un bon démarrage au box office. La même année, elle incarne le premier rôle féminin du film d'horreur fantastique Godsend, expérience interdite. Elle partage la vedette avec Robert De Niro et Greg Kinnear. Cette production est majoritairement mal reçue par la critique mais fonctionne correctement côté box office.
En 2005, grâce à la reconnaissance acquise en tant qu'actrice audacieuse, elle est élue Femme de l'année par le célèbre magazine américain GQ. 
En 2006, elle joue le rôle principal dans la mini-série télévisée, Pepper Dennis. La série suit le quotidien d'une journaliste de télévision et de ses relations amoureuses ayant un grand impact sur ses relations professionnelles. Cette même année, elle endosse à nouveau le costume de Mystique pour la dernière fois dans X-Men : L'Affrontement final. Cette fois ci réalisé par Brett Ratner, ce troisième volet est le moins bien reçu de la franchise mais il est aussi le plus lucratif.
La même année, elle se tourne vers un cinéma indépendant et elle côtoie Ben Affleck pour la comédie dramatique Agent de stars présentée au Festival international du film de Santa Barbara. Elle partage aussi la vedette de la comédie romantique The Alibi avec son compagnon Jerry O'Connell.

#### Révélation télévisuelle et confirmation difficile (2006-2013)

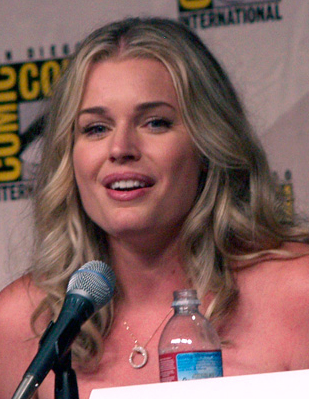
Rebecca Romijn lors du Comic-Con de 2009.

En janvier 2007, Rebecca Romijn fait sa première apparition dans la série télévisée, Ugly Betty - où elle tient le rôle d'Alexis Meade, la sœur transgenre de Daniel Meade. Adaptée d'une télénovela colombienne Yo soy Betty, la fea et produite par l'actrice Salma Hayek, la série suit le parcours d'une fille au physique peu conventionnel dans un prestigieux magazine de mode. C'est un véritable succès d'audiences, la série reçoit d'excellentes critiques et décroche plusieurs nominations et récompenses à de prestigieuses cérémonies de remises de prix,. L'ensemble du casting est par exemple, nommé lors de la quinzième cérémonie des Screen Actors Guild Awards. 
En 2007, elle fait une apparition dans les séries Carpoolers et Drawn Together. En avril 2008, il a été déclaré que le personnage de Rebecca dans Ugly Betty ne serait plus que récurrent - et non permanent, à cause de la grossesse de l'actrice.
En 2009, elle joue l'un des trois rôles principaux dans la série, Les Mystères d'Eastwick - qui fut annulée en novembre 2009 au bout de treize épisodes, en raisons des audiences jugées insuffisantes.

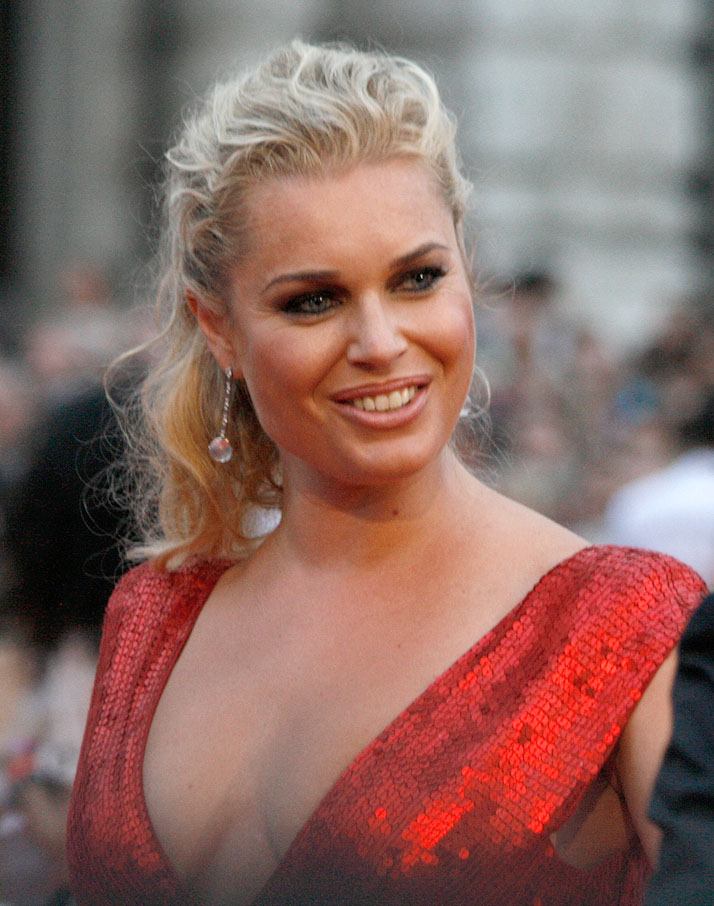
Rebecca Romijn, sur le tapis rouge du film Life Ball, en 2010.

En 2010, elle est le premier rôle féminin du film indépendant The Con Artist aux côtés de Donald Sutherland et Rossif Sutherland qui passe inaperçu.
En 2011, elle fait une brève apparition dans X-Men : Le Commencement  mais l'incarnation principale de Mystique est réattribuée à l'actrice Jennifer Lawrence qui joue la mutante dans une version plus jeune, la nouvelle trilogie se situant dans le passé. À la télévision, elle est l'un des premiers rôles du téléfilm dramatique d'horreur Esprit maternel. Cette production raconte le combat d'un couple qui peine à avoir un enfant et qui se retrouve confronté à des événements étranges à la suite d'une récente adoption.
Cette même année, elle intègre la distribution régulière des deux premières saisons de la série parodique de science fiction, inédite en France, NTSF:SD:SUV:: qui compte dans son casting Kate Mulgrew et June Diane Raphael. Elle est ensuite remplacée par Karen Gillan qui vient remplir les rangs du casting pour la dernière saison.
En 2012, elle joue les seconds rôles pour Tyler Perry dans la comédie dramatique Good Deeds avec Thandie Newton et Gabrielle Union en tête d'affiche. Cette production indépendante décroche la seconde place du box office américain à sa sortie mais elle divise la critique.
Elle enchaîne et entre juin et septembre 2013, Rebecca a joué dans la série King and Maxwell. Cette série policière suit Sean King et Michelle Maxwell, deux anciens agents des services secrets reconvertis en détectives privés. Elle partage la vedette avec Jon Tenney. En dépit des bonnes audiences, la série est annulée au bout d'une seule et unique saison.

#### Retour télévisuel (2014-présent)
En 2014, elle est le premier rôle féminin du thriller dramatique Phantom Halo avec Thomas Brodie-Sangster. Nommé lors du festival du film de Sarasota mais complètement passé inaperçu.
C'est à la télévision qu'elle signe un retour remarqué, lorsqu'elle décroche le rôle principal féminin de la série Flynn Carson et les Nouveaux Aventuriers, spin-off d'une série-dérivée de la trilogie de téléfilms Les Aventures de Flynn Carson. Ce show suit les péripéties d'un groupe d'aventuriers dont l'occupation principale est de résoudre des mystères apparemment impossibles, retrouver des artefacts très puissants et affronter des forces surnaturelles. La série est très bien accueillie par la profession et rencontre aussi son public. Rebecca Romijn renoue également avec la critique, son interprétation est saluée et elle reçoit, pour deux années consécutives (2015 et 2016), une nomination au titre de Meilleure actrice dans une série télévisée lors de la cérémonie des Saturn Awards.
Elle se fait plus rare au cinéma et intervient seulement dans la comédie familiale Larry Gaye: hôtesse de l'air avec Jessica Lowndes, Stanley Tucci, Taye Diggs et Jayma Mays, de 2015.
En 2017, elle joue le rôle principal du téléfilm romantique Coup de foudre à Paris, secondée par son mari Jerry O'Connell et retrouve, pour l'occasion, Bruce Davison, 17 ans après X-Men. 
En 2018, elle est rattachée à un projet de film d'action The Swinging Lanterns Stories, elle y partagerait la vedette aux côtés de l'actrice Carla Gugino. Cette année-là, à la suite d'une légère baisse des audiences, le réseau américain TNT prend la décision d'annuler la série Flynn Carson après quatre saisons, en dépit des membres de la production qui souhaitaient poursuivre l'aventure ainsi que du créateur, Dean Devlin.
En 2019, elle rejoint la série de science-fiction Star Trek: Discovery, portée par Sonequa Martin-Green, à partir de la saison 2, afin d'interpréter, de manière récurrente, le personnage emblématique Numéro Un. Finalement, son contrat n'est pas renouvelé pour la troisième saison. Elle rejoue néanmoins ce personnage pour la web-série dérivée, Star Trek: Short Treks. La même année, elle joue le premier rôle d'une comédie horrifique intitulée Satanic Panic aux côtés d'Arden Myrin, Ruby Modine, Jordan Ladd et de son mari, Jerry O'Connell. Cette production divise la critique, par exemple, alors qu'elle séduit largement le célèbre quotidien The New York Times, elle en déçoit un autre, Los Angeles Times.
Elle sera l'un des personnages principaux de Star Trek: Strange New Worlds (2022).

### Vie personnelle

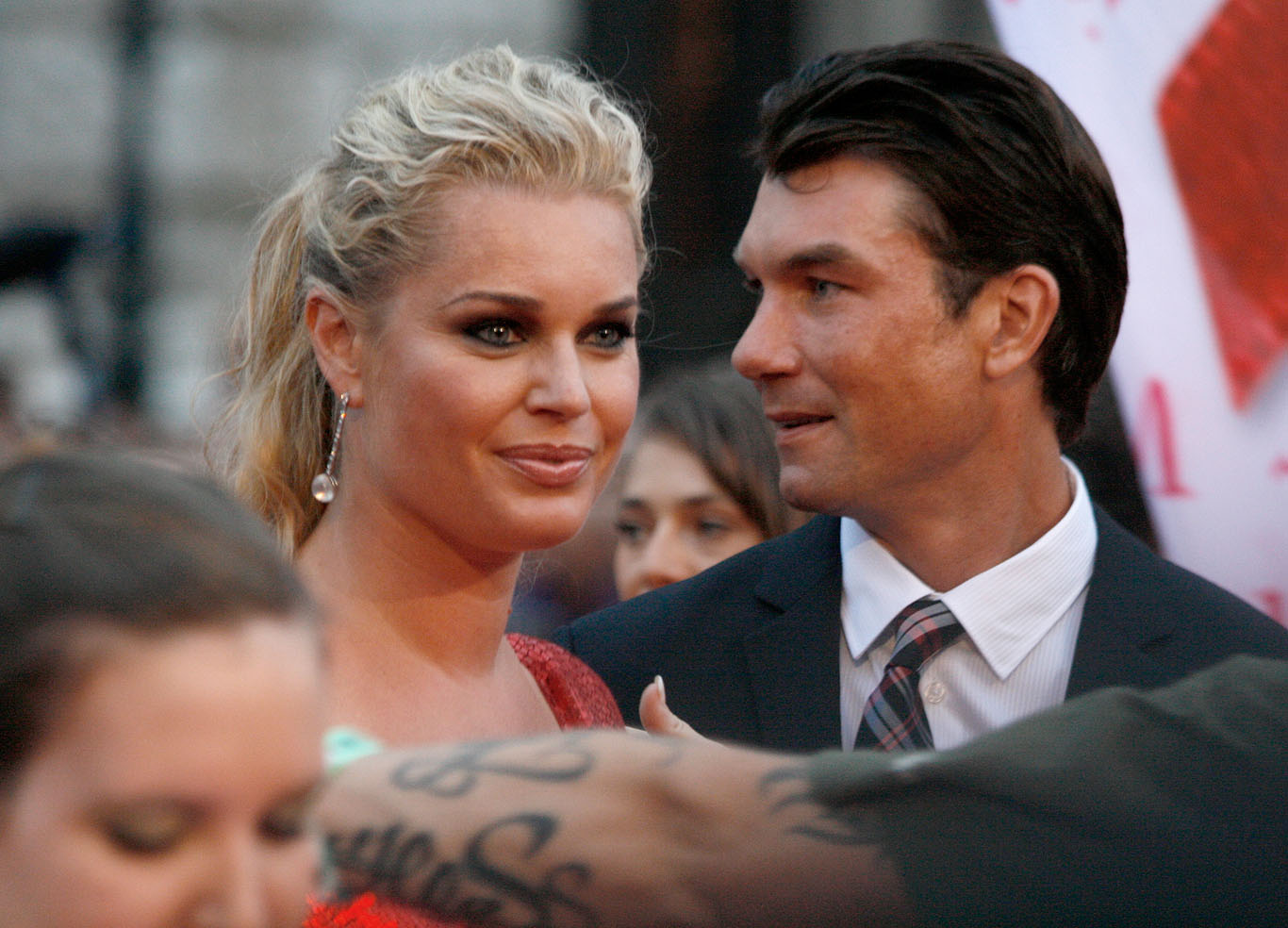
Le couple Rebecca Romijn et Jerry O'Connell en 2010.

Après quatre ans de relation, Rebecca Romijn se marie avec l'acteur John Stamos, de neuf ans son aîné, le 19 septembre 1998, et prend le nom de Rebecca Romijn-Stamos. Ils se séparent en avril 2004, puis divorcent en mars 2005,.
Depuis août 2004, elle est en couple avec l'acteur, Jerry O'Connell. Après s'être fiancés en septembre 2005, ils se marient le 14 juillet 2007, dans leur propriété privée, en Californie du Sud. Le 28 décembre 2008, Rebecca donne naissance à des jumelles : Dolly Rebecca Rose et Charlie Tamara Tulip.
À la suite de la libération de la parole des femmes à Hollywood après l'affaire Harvey Weinstein, l'actrice s'est exprimée, en 2018, sur sa mésaventure avec le réalisateur Brett Ratner sur le tournage d'X-Men : L'Affrontement final :

« Je ne suis pas surprise par tout ça. Je suis ravie que le dialogue soit enfin ouvert parce que c’est quelque chose qui existe depuis toujours. Pendant longtemps, personne n’a voulu en parler. Je pense que beaucoup d’actrices craignaient d’être blacklistées ou de s’élever contre d’importants producteurs, ce qui aurait pu leur coûter des projets. J’ai eu mes propres mésaventures, dont une avec Brett Ratner sur le tournage de X-Men 3. Je n’avais pas pensé que c’était important d’en parler parce que tous ces mecs, ça leur retombe dessus maintenant. Les choses changent et nous ne tolérons plus ça ! Ils ne peuvent plus s’en sortir comme ils le faisaient avant. C’était une vieille façon de fonctionner. On est en 2018, les hommes ne peuvent plus agir comme ça ! Nous disons « non » ! ».

## Filmographie

### Cinéma
- 1998 : Sale Boulot (Dirty Work) de Bob Saget : Femme à barbe
- 1999 : Austin Powers 2 : L'Espion qui m'a tirée (Austin Powers: The Spy Who Shagged Me) de Jay Roach : Elle-même
- 2000 : X-Men de Bryan Singer : Raven Darkhölme / Mystique
- 2002 : Run Ronnie Run de Troy Miller : Elle-même
- 2002 : Femme fatale de Brian De Palma : Laure Ash / Lily
- 2002 : S1m0ne d'Andrew Niccol : Faith
- 2002 : Rollerball de John McTiernan : Aurora
- 2003 : X-Men 2 de Bryan Singer : Raven Darkhölme / Mystique
- 2004 : The Punisher de Jonathan Hensleigh : Joan
- 2004 : Godsend, expérience interdite (Godsend) de Nick Hamm : Jessie Duncan
- 2006 : X-Men : L'Affrontement final (X-Men: The Last Stand) : Raven Darkhölme / Mystique
- 2006 : Agent de stars (Man About Town) de Mike Binder : Nina Giamoro
- 2006 : The Alibi de Matt Checkowski et Kurt Mattila : Lola Davis
- 2008 : Lake City de Hunter Hill et Perry Moore : Jennifer
- 2010 : The Con Artist de Risa Bramon Garcia : Belinda
- 2011 : X-Men : Le Commencement de Matthew Vaughn : Raven Darkhölme / Mystique (caméo)
- 2012 : Good Deeds de Tyler Perry : Heidi
- 2014 : Phantom Halo de Antonia Bogdanovich : Ms. Rose
- 2015 : Larry Gaye: hôtesse de l'air de Sam Friedlander : Sally
- 2018 : La Mort de Superman de Jake Castorena : Loïs Lane (voix, vidéofilm)
- 2019 : Le Règne des Supermen de Sam Liu : Loïs Lane (voix, vidéofilm)
- 2019 : Batman - Silence de Justin Copeland : Loïs Lane (voix, vidéofilm
)
- 2019 : Satanic Panic de Chelsea Stardust : Danica Ross
- 2021 : Espèces menacées (en) (Endangered Species) de M. J. Bassett

prochainement
- The Swinging Lanterns Stories de ? : Malia (préproduction)
- 2026 : Avengers: Doomsday d'Anthony et Joe Russo : Raven Darkhölme / Mystique

### Télévision

#### Séries télévisées
- 1997 : Friends : Cheryl (saison 4, épisode 6)
- 1998 - 2000 : House of Style : Elle-même
- 1999 - 2000 : Voilà ! : Adrienne Barker (saison 4 - 8 épisodes)
- 2000 : Jack and Jill : Paris Everett (saison 1, épisode 19)
- 2006 : Pepper Dennis : Pepper Dennis (rôle principal, 13 épisodes - également co-productrice de 9 épisodes)
- 2006 - 2008 : Ugly Betty : Alexis Meade (rôle principal puis récurrent - 33 épisodes)
- 2007 : Drawn Together : Charlotte (voix, saison 3, épisode 9)
- 2007 : Carpoolers : Joannifer (saison 1, épisode 5)
- 2009 - 2010 : Les Mystères d'Eastwick : Roxanne "Roxie" Torcoletti (rôle principal - 13 épisodes)
- 2011 - 2013 : NTSF:SD:SUV:: (en) : Jessie Nichols (rôle principal - 17 épisodes)
- 2011 : Special Agent Oso : Miss Garcia (voix, saison 2, épisode 20)
- 2011 : The Cleveland Show : Speaker / Graduate (voix, saison 2, épisode 20)
- 2011 : Chuck : Agent Robin Cunnings (saison 5, épisode 6)
- 2013 : King and Maxwell : Michelle Maxwell (rôle principal - 10 épisodes)
- 2013 : Burning Love : Katie (saison 2, épisodes 11 et 13)
- 2014 - 2018 : Flynn Carson et les nouveaux aventuriers : Eve Baird (rôle principal - 42 épisodes)
- 2015 : Key and Peele : Pirate Captian (saison 5, épisode 1)
- 2018 : Carter : Cassidy Lenox (saison 1, épisode 10)
- 2019 : Star Trek: Discovery : Numéro Un (rôle récurrent - saison 2, 3 épisodes)
- 2019 : Star Trek: Short Treks : Numéro Un (web-série - saison 2, 2 épisodes)
- 2022 : Star Trek: Strange New Worlds (série TV) : Numéro Un

#### Téléfilms
- 1999 : Hefner: Unauthorized de Peter Werner : Kimberly Hefner
- 2011 : Esprit maternel de Kevin Fair : Joanna Maxwell
- 2014 : The Pro de Todd Holland : Margot
- 2017 : Coup de foudre à Paris (Love Locks) de Martin Wood : Lindsey Wilson

#### Jeux vidéo
- 2003 : Tron 2.0 : Mercury (voix)
- 2004 : Tron 2.0: Killer App : Mercury (voix)

## Distinctions
Sauf indication contraire ou complémentaire, les informations mentionnées dans cette section proviennent de la base de données IMDb.

### Récompenses
- 2001 : Blockbuster Entertainment Awards de la meilleure actrice dans un second rôle pour le rôle de Mystique dans un film de science fiction pour X-Men (2000).
- 27e cérémonie des Saturn Awards 2001 : Meilleure actrice dans un second rôle pour le rôle de Mystique pour X-Men (2000).
- 2002 : The Stinkers Bad Movie Awards du pire accent féminin dans un drame pour Femme fatale (2002) et dans un film de science fiction pour Rollerball (2002).

### Nominations
- 2002 : The Stinkers Bad Movie Awards de la pire actrice pour Femme fatale (2002) et pour Rollerball (2002).
- 23e cérémonie des Razzie Awards 2003 : Pire actrice dans un second rôle pour Rollerball (2002).
- Teen Choice Awards 2003 : 
  - meilleure actrice dans un film d'action/d'aventure/dramatique pour X-Men (2000).
  - meilleur mensonge dans un film pour X-Men (2000).
- 2004 : MTV Movie & TV Awards de la méchante la plus sexy pour X-Men 2 (2003).
- 2007 : Gold Derby Awards de la meilleure distribution de l'année pour Ugly Betty (2006-2010) partagée avec Alan Dale, America Ferrera, Christopher Gorham, Mark Indelicato, Ashley Jensen, Judith Light, Eric Mabius, Becki Newton, Ana Ortiz, Tony Plana, Kevin Sussman, Michael Urie et Vanessa Williams.
- 14e cérémonie des Screen Actors Guild Awards 2008 : meilleure distribution pour une série télévisée comique pour Ugly Betty
- 41e cérémonie des Saturn Awards 2015 : Meilleure actrice de télévision pour Flynn Carson et les nouveaux aventuriers
- 42e cérémonie des Saturn Awards 2016 : Meilleure actrice de télévision pour Flynn Carson et les nouveaux aventuriers

## Voix françaises
| - Vanina Pradier dans (les séries télévisées) : - Pepper Dennis - King and Maxwell - Star Trek: Discovery - Star Trek : Un nouveau monde étrange - Caroline Santini, dans : - X-Men 2 - X-Men : L'Affrontement final - Chantal Baroin dans (les séries télévisées) : - Ugly Betty - Chuck - Anne Dolan dans, : - Les Mystères d'Eastwick (série télévisée) - Esprit maternel (téléfilm) | - Laura Blanc dans : - Flynn Carson et les Nouveaux Aventuriers (série télévisée) - Coup de foudre à Paris (téléfilm) Et aussi - Isabelle Maudet dans Voilà! (série télévisée) - Blanche Ravalec dans Friends (série télévisée) - Pascale Jacquemont dans X-Men - Patricia Franchino dans Femme fatale - Déborah Perret dans Godsend, expérience interdite - Annie Kavarian dans Skin Wars (émission) |